# 夕立號驅逐艦
夕立（ゆうだち）是大日本帝國海軍的驅逐艦。白露型驅逐艦4號艦。为①计划中建造的驱逐舰。

## 命名由來
根據大日本帝國海軍驅逐艦以氣象命名的規則，命名由來為傍晚降下的暴雨，義同閩南語中的「西北雨」。是神風型驅逐艦 (初代)的16號舰被命名「夕立號」后，第二次被使用。

## 艦歷
夕立在1934年10月16日于日本佐世保海軍工廠铺设龙骨，1936年6月21日下水，1937年1月7日正式服役。1940年11月編入日本海軍第二艦隊第4水雷戰隊，開戰後与其姊妹舰村雨、春雨、五月雨一同被編入第2驅逐隊，自高雄警备府出击参与菲律宾战役。
自1942年1月，夕立多次参与针对荷属东印度群岛的战役，包括入侵印度尼西亚的塔拉肯恩，巴厘巴板和东爪哇，在爪哇海战中，夕立迎击一支盟军重巡洋舰和驱逐舰队。3月16日，夕立返回菲律宾苏比克湾参与了针对马尼拉湾的封锁行动以及对宿务岛的入侵，5月初夕立返回横须贺维修。在4-6月的中途岛海战中，夕立被编入舰队司令近藤信竹指挥的第二舰队。
6月中旬，夕立部署至吴镇守府，被命令执行新加坡到丹老之间的印度洋突袭作战。然而由于日本海军在所罗门岛的惨败，该任务被取消。8月30日，夕立抵达肖特兰岛，立即被指派执行与瓜岛之间的“东京急行”运输任务。在9月4日-5日的输送任务中，夕立击沉了美国海军格列高利号驱逐舰 (DD-82)和利德号驱逐舰 (DD-79)。夕立执行输送任务一直到11月，期间在舰队司令栗田健男的命令下短暂参与了圣克鲁斯群岛战役。
1942年11月12日—13日，在第1次瓜达尔卡纳尔海战（日称第三次所罗门海战）中，夕立负责护送海军少将阿部弘毅的炮击舰队。在开战之初，作为旗舰的夕立以鱼雷攻击了重巡洋舰波特兰号。当夕立被美军重巡洋舰舰队的炮火瘫痪之后，207名幸存者被疏散到赶来的五月雨上。五月雨试图对无法拖走的夕立进行雷击处分，未能成功。被遗弃的夕立之后被波特兰号的舰炮击沉。沉没地点位于萨沃岛以南(09°14′S 159°52′E)。
针对这场战役的战果，日美两国有不同的说法。一个广泛流传的说法是，在第三次所罗门海战中，夕立和僚艦春雨的突進導致整個美軍艦隊大亂，無法如預期般向日本艦隊實施T字砲擊。且在春雨發射魚雷脫離後，夕立更是直接單艦往美軍艦隊中心衝去，和美軍艦隊混在一起，擊沉一艘防空巡洋艦，令兩艘巡洋艦及一艘驅逐艦陷入大火。在夕立被砲彈打到機關停止後，艦長吉川潔中佐下令把帆張開，試圖利用風帆繼續向美軍艦隊突擊。最後夕立無法繼續戰鬥，包含艦長吉川中佐在內的殘存官兵只好移至前來救援的五月雨號上脫離，而被放棄的夕立則是被隨後的美軍巡洋艦給擊沉。由于其在作战中的英勇表现，夕立得到了“所罗门的噩梦”的称号。
然而这一说法存在很多疑点。夕立所谓的战果很大程度上可能并非来自其本身，美方确认与夕立的交战仅有其对波特兰号的鱼雷攻击。“悬挂风帆”一说也无从考证——Neptune's Inferno: The U.S. Navy at Guadalcanal记载了类似说法，但其中提到的并非风帆而是白色床单，事实上日方从来没有在自己的战史当中写过曾经悬挂吊床/白旗的事件。而美方这边则存在夕立“诈降”的说法：根据James D. Hornfischer, Neptune's Inferno: The U.S. Navy at Guadalcanal，在波特兰号开火前，夕立曾升起投降的白旗。然而被波特兰号的舰长故意无视，后者对炮手下的命令是：“击沉那混蛋！”
有观点认为夕立挂起的白色床单可能为表示敌我之用，而被波特兰号误认为日军升起白旗后继续攻击，愤而下令击沉夕立。

## 同型艦

### 白露型
- 白露
- 時雨
- 村雨
- 夕立
- 春雨
- 五月雨

### 改白露型
- 海風（日语：海風 (白露型駆逐艦)）
- 山風（日语：山風 (白露型駆逐艦)）
- 江風
- 涼風

## 歷代艦長

### 艤裝員長
1. 中原義一郎 少佐：1936年7月15日－1936年11月1日

### 艦長
1. 中原義一郎 少佐：1936年11月1日－
2. 由川周吉 少佐：1937年12月1日－
3. 岡三知夫 少佐：1938年8月1日－
4. 有本輝美智 少佐：1939年11月15日－
5. 石井汞 少佐：1941年4月10日－
6. 吉川潔 中佐：1942年5月25日－12月20日